# Towarzystwo Naukowe Warszawskie
Towarzystwo Naukowe Warszawskie (TNW) – polskie towarzystwo naukowe ogólne założone w 1907 w Warszawie, o strukturze akademickiej z dwustopniowym członkostwem na podstawie wyboru.
Celem TNW jest popieranie i rozwijanie badań naukowych we wszystkich dziedzinach wiedzy, przez organizowanie zebrań naukowych, wykładów i odczytów, a także ogłaszanie konkursów na prace naukowe i przyznawanie nagród i prowadzenie działalności wydawniczej.

## Historia

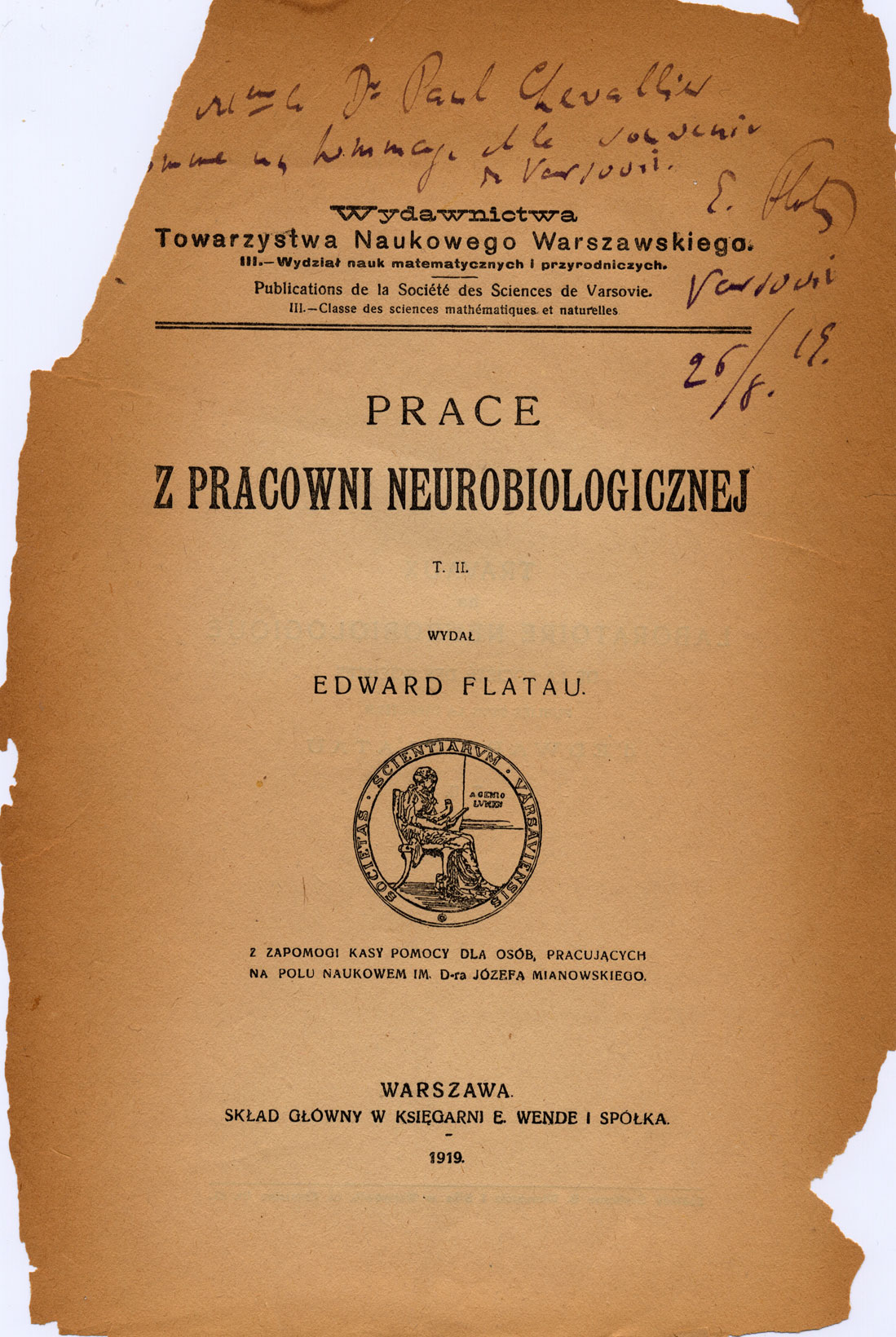
Prace z Pracowni Neurobiologicznej Towarzystwa Naukowego Warszawskiego wydane przez Edwarda Flataua

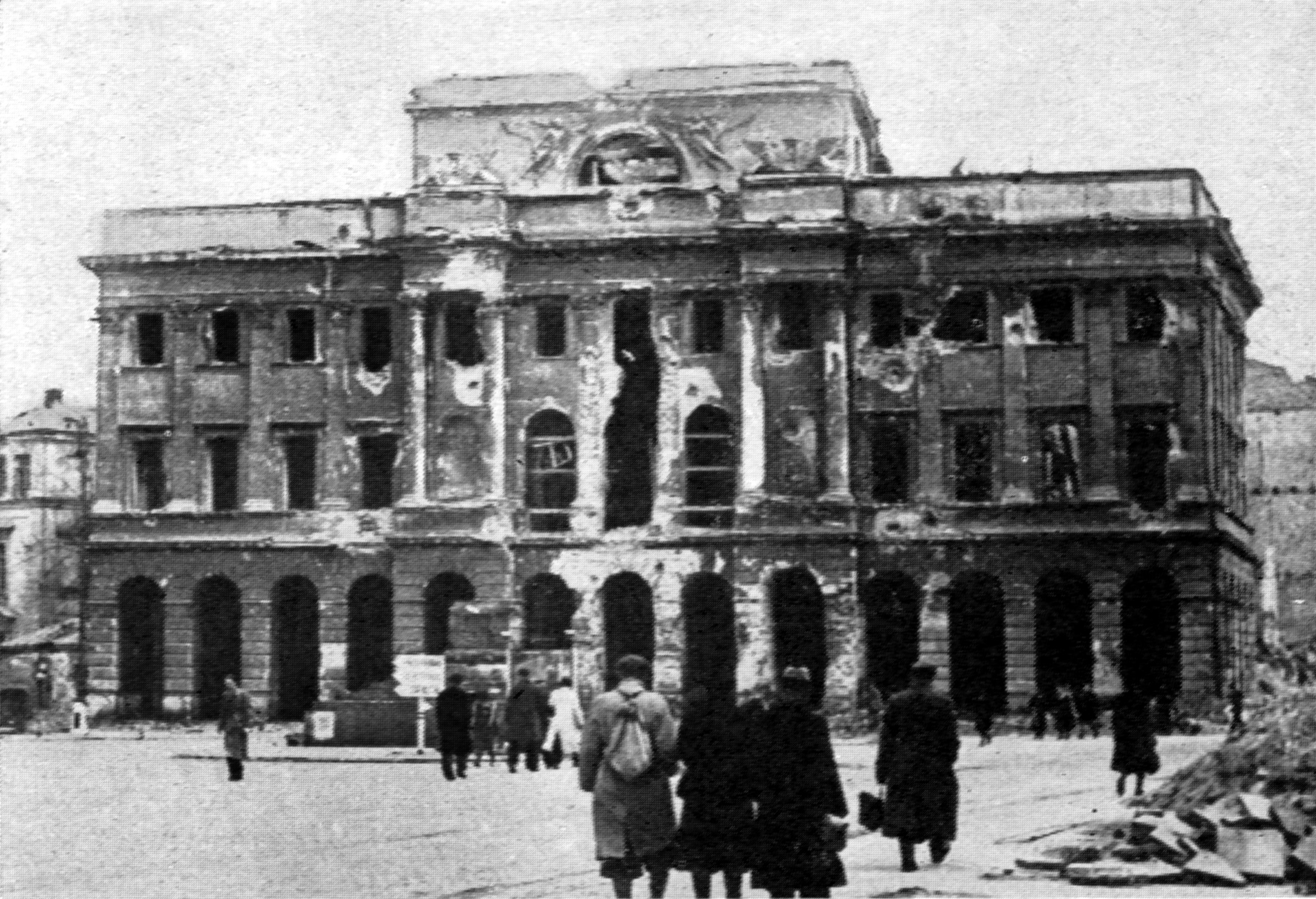
Pałac Staszica, 1945

TNW powstało w 1907 r. i stanowiło kontynuację działalności Towarzystwa Przyjaciół Nauk w Warszawie. Jego celem było rozwijanie i popieranie badań we wszystkich dziedzinach wiedzy oraz ogłaszanie po polsku prac naukowych.
Członkowie założyciele TNW wywodzili się głównie z koła warszawskiego członków Polskiej Akademii Umiejętności oraz z kręgu absolwentów Szkoły Głównej i członków Kasy im. Józefa Mianowskiego. Przed I wojną światową TNW stało się największą instytucją naukową na obszarze zaboru rosyjskiego. Sekretarzem generalnym Towarzystwa w latach 1909–1916, 1918–1919, 1925 był Franciszek Pułaski.
W maju 1911 Edward Flatau przekazał TNW założoną przez siebie przy Towarzystwie Psychologicznym pracownię neurologiczną wraz z całym inwentarzem i zasiłkiem w wysokości 2000 rb. Towarzystwo Naukowe Warszawskie otrzymało w darze od hr. Józefa Potockiego dom przy ul. Śniadeckich 8, gdzie mieściła się pracownia neurobiologiczna. Przez wiele lat Flatau był jej kierownikiem. Według Hermana „Dzień w dzień o godzinie 9 zjawiał się Flatau w pracowni neurobiologicznej przy ul. Śniadeckich 8. Tu wykonywał doświadczenia na zwierzętach, przeglądał preparaty histologiczne, zbierał piśmiennictwo, konferował ze swoimi współpracownikami. O godzinie 11 szedł na kawę do pobliskiej kawiarni Ostrowskiego przy zbiegu ul. Koszykowej i Marszałkowskiej i już po 15 minutach jechał do Szpitala na Czystem przy ul. Dworskiej 15”. Pracownia prowadziła badania w zakresie anatomii ogólnej i porównawczej ustroju nerwowego, fizjologii, anatomii patologicznej, patologii doświadczalnej oraz terapii doświadczalnej układu nerwowego.
W 1918 r. Towarzystwo otrzymało do dyspozycji z przeznaczeniem na siedzibę Pałac Staszica.
W trakcie II wojny światowej TNW działało konspiracyjnie, organizując zebrania i wspomagając działanie tajnego szkolnictwa wyższego w Warszawie. Straty osobowe z czasu wojny (85 osób) sięgnęły jednej trzeciej stanu przedwojennego. Zniszczeniu uległa siedziba TNW w Pałacu Staszica w Warszawie oraz liczne naukowe zakłady, pracownie i laboratoria.
Powojenna sowietyzacja nauki polskiej i związane z tym utworzenie Polskiej Akademii Nauk w 1951 połączone było z systematyczną likwidacją TNW, którego majątek w całości przekazano PAN. Ostatnie posiedzenie Prezydium TNW miało miejsce 31 grudnia 1952, po którym towarzystwo uległo likwidacji, a jego pracownicy przeszli do pracy w PAN. W 1954 PAN wydał zaległy „Rocznik Towarzystwa Naukowego Warszawskiego” za rok 1952.

### Reaktywacja TNW w 1981 r.
23 listopada 1980 na zebraniu w mieszkaniu Piotra Kubikowskiego, gdzie dyskutowało ośmiu członków dawnego Towarzystwa, zgłoszono postulat reaktywowania TNW jako korporacji uczonych, która „będzie rozwijała działalność odczytową i wydawniczą, obejmującą szeroką tematykę interdyscyplinarną”. Stosowną uchwałę podjęto na kolejnym spotkaniu dnia 6 maja 1981. W listopadzie lista członków założycieli liczyła już 40 osób; przewodniczącym został chemik Wiktor Kemula. Oficjalnej rejestracji Towarzystwa w Urzędzie Miasta st. Warszawy dokonano 4 grudnia 1981.

## Struktura TNW
Członkami TNW jest obecnie (2020) około 450 uczonych, powiązanych głównie z warszawskimi instytucjami naukowymi. Od 1907 członkami Towarzystwa było blisko 1500 wybitnych uczonych. TNW jest podzielone na 6 wydziałów tematycznych:
- językoznawstwa i historii literatury
- nauk historycznych, społecznych i filozoficznych
- nauk matematycznych i fizycznych
- nauk biologicznych
- nauk medycznych
- nauk technicznych z sekcją rolniczą

Oprócz tego 3 komisje zarządu głównego: rewizyjna, wydawnicza i archiwalno-biblioteczna, a także 2 komisje wydziałowe: kultury słowa i językowa komisja slawistyczna. W ramach TNW działa też biblioteka. Wydawany jest „Rocznik Towarzystwa Naukowego Warszawskiego” (za lata 1914–1952, 1983–). Od 6 listopada 2018 Towarzystwo Naukowe Warszawskie ma status Organizacji Pożytku Publicznego (KRS 0000110663).

## Prezesi TNW

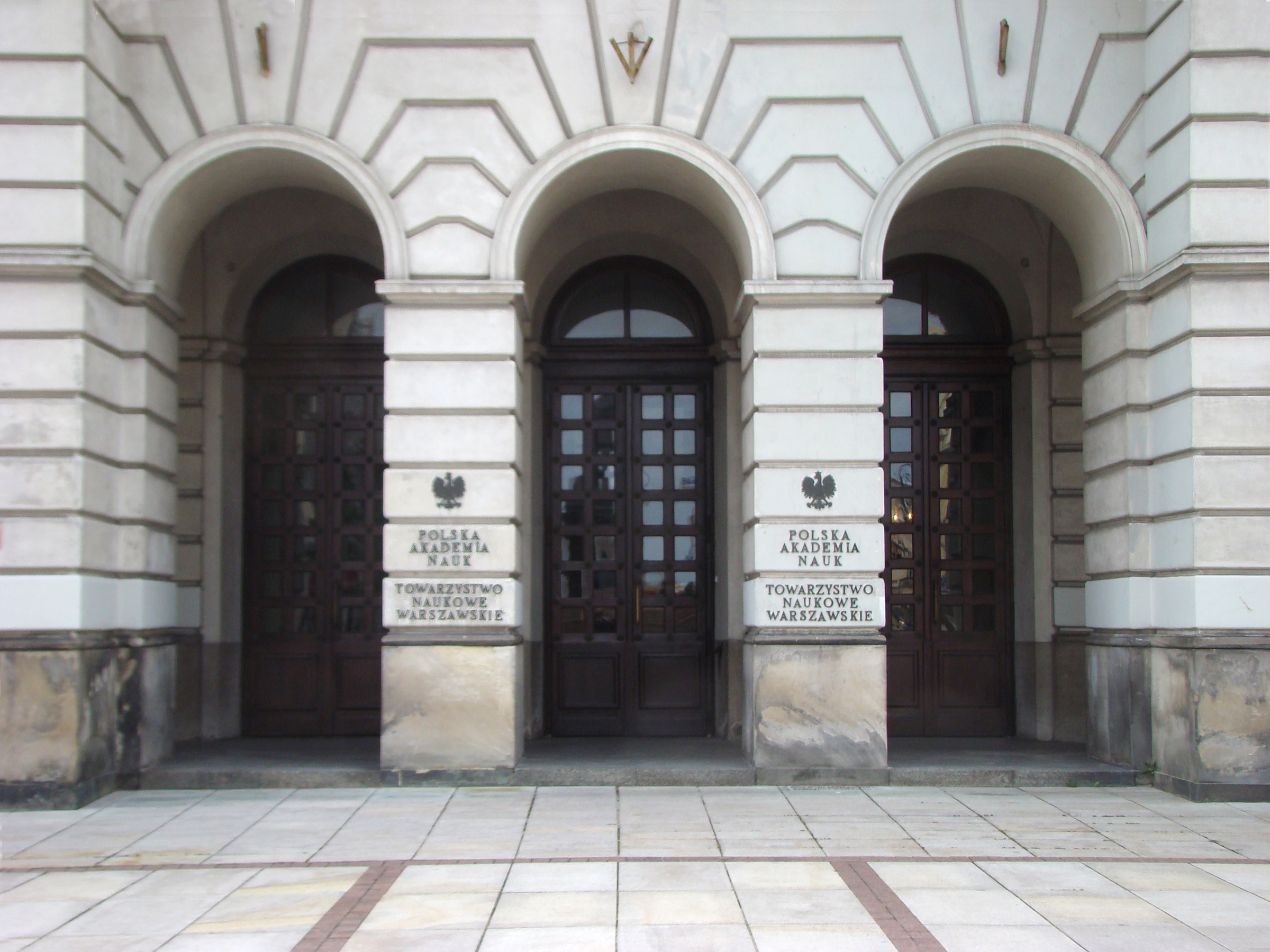
Siedziba TNW

1. Aleksander Jabłonowski (1907–1913)
2. Teodor Dydyński (1913–1916)
3. Bronisław Chlebowski (1916–1918)
4. Jan Karol Kochanowski (1918–1925)
5. Kazimierz Żórawski (1925–1931)
6. Wacław Sierpiński (1931–1952)
7. Wiktor Kemula (1981–1985)
8. Aleksander Gieysztor (1986–1992)
9. Bolesław Górnicki (1992–1995)
10. Witold Rudowski (1995–2001)
11. Andrzej Paszewski (2001–2007)
12. Janusz Lipkowski (2007–2020)
13. Jerzy Marian Langer (2020–2023)
14. Dagmara Mirowska-Guzel[5] (od 2023)